# Shin-Kōenji (metropolitana di Tokyo)
Shin-Kōenji (新高円寺駅?, Shin-Kōenji-eki) è una stazione della metropolitana di Tokyo e si trova nel quartiere di Nakano a Tokyo. Essa serve la linea Marunouchi della Tokyo Metro.

## Linee
Tokyo Metro
 Linea Marunouchi

## Stazioni adiacenti
| «                | Servizio         | »                |
| Linea Marunouchi | Linea Marunouchi | Linea Marunouchi |
| ---------------- | ---------------- | ---------------- |
| Minami-Asagaya   | Linea principale | Higashi-Kōenji   |